# حارة الشهيد الأحمر (صنعاء)
حارة الشهيد الأحمر هي إحدى حارات حي سبأ بمديرية شعوب إحد مديريات العاصمة اليمنية صنعاء، بلغ تعداد سكانها 2150 نسمة حسب تعداد اليمن لعام 2004.